# Arnaud Dos Santos
Arnaud Dos Santos est un footballeur puis entraîneur français, né le 19 septembre 1945 à Beautor (Aisne). Il joue au poste de milieu défensif et dispute 419 matchs en Division 1, 93 matchs en Division 2 et 6 matchs en Coupe des villes de foires.

## Biographie
Il est responsable du scouting au LOSC Lille Métropole de juillet 2009 à juin 2012.
En juin 2012, à la suite de la prise de parts du club lillois dans le Royal Mouscron-Peruwelz, il est nommé entraîneur du club hurlu. Il succède à Philippe Saint-Jean, démis de ses fonctions pour divergences de vues avec la direction lilloise, et ce malgré deux montées en autant de saisons. Deuxième du championnat 2013, il démissionne de son poste en décembre 2013 alors que le club est troisième du championnat

## Palmarès

### Joueur
- Champion de France de D2 en 1978 avec le Lille OSC

### Entraîneur
- Montée en Division 1 en 1991 avec le RC Lens